# Hit the Lights (bài hát của Selena Gomez & the Scene)
"Hit the Lights" là một ca khúc của nhóm nhạc Mỹ Selena Gomez & the Scene, trích từ album phòng thu thứ ba của họ, When the Sun Goes Down (2011). Ca khúc được sáng tác bởi Leah Haywood, Daniel James, Tony Nilsson và được sản xuất bởi Haywood, James dưới cái tên chung, Dreamlab. Về phần nhạc, dây là một ca khúc nhạc dance sôi động, còn về phần lời, "Hit the Lights" nói về việc sống hết mình và vượt qua những khó khăn trong cuộc sống. Một EP remix (phối khí) kĩ thuật số đã được phát hành vào 20 tháng 1 năm 2012. Ca khúc đã được phát hành tại đài phát thanh Top 40/Mainstream ở Mỹ vào 10 tháng 4 năm 2012. Đây là đĩa đơn thứ ba và cũng là cuối cùng của album, nhưng sau đó lại có tin đồn rằng "My Dilemma" sẽ là đĩa đơn thứ tư của When the Sun Goes Down.
"Hit the Lights" có được những đánh giá rất tích cực từ các nhà phê bình âm nhạc. Ca khúc đã ra mắt ở bảng xếp hạng Canadian Hot 100 ở vị trí 93. Video âm nhạc cho ca khúc được phát hành vào 16 tháng 11 năm 2011. Video có cảnh Selena Gomez và những người bạn của cô đang vui đùa trên xung quanh những cánh đồng, những cảnh tiệc đêm và vui đùa trên đường phố. Vào tháng 2 năm 2012, video âm nhạc cho bản MD's Radio Mix của ca khúc được phát hành trên trang Youtube chính thức của Gomez. "Hit the Lights" được phát hành ở Anh bởi hãng đĩa Polydor như một đĩa đơn vào tháng 8 năm 2012.

## Video âm nhạc
Gomez bắt đầu quay video âm nhạc cho ca khúc vào cuối tháng 9 năm 2011. Video được phát hành chính thức trên VEVO vào 16 tháng 11 năm 2011. Năm đoạn quảng cáo ngắn cho video đã được phát hành từ 7 tháng 11 năm 2011 đến 9 tháng 11 năm 2011. Video hậu trường của "Hit the Lights" thì được phát hành sau đó vào 11 tháng 11 năm 2011.
Bản MD's Radio Mix của "Hit the Lights" được phát hành vào tháng 2 năm 2012 và bản video thứ hai xuất hiện trên VEVO vào 19 tháng 4 năm 2012.

## Danh sách ca khúc
- Tải kĩ thuật số

1. "Hit The Lights" - 3:14

- EP Remix kĩ thuật số

1. "Hit The Lights" (Azzido Da Bass Radio Mix) - 3:07
2. "Hit The Lights" (Azzido Da Bass Extended Mix) - 4:03
3. "Hit The Lights" (Azzido Da Bass Club Mix) - 4:59
4. "Hit The Lights" (Dave Àude Extended Club)
5. "Hit The Lights" (Dave Àude Radio Edit)
6. "Hit The Lights" (Jump Smokers Remix)
7. "Hit The Lights" (MD's Radio Mix) - 3:06
8. "Hit The Lights" (MD's Remix) - 6:05

## Đội ngũ sản xuất
Thu âm và phối nhạc
- Thu âm tại Dreamlab Studios ở Los Angeles, California
- Phối nhạc tại MixStar Studios ở Virginia Beach, Virginia

Thực hiện
- Hát chính – Selena Gomez
- Sản xuất – Dreamlab
- Sáng tác – Leah Haywood, Daniel James, Tony Nilsson
- Phối nhạc – Serban Ghenea
- Thiết kế – John Hanes, Phil Seaford

Phần thực hiện được lấy từ sách ảnh của album When the Sun Goes Down.

## Xếp hạng
"Hit the Lights" đầu tiên lọt vào bảng xếp hạng Ultratop ở Bỉ tại vị trí thứ 54, đến tuần tiếp theo thì leo lên vị trí thứ 29. Ca khúc còn ra mắt ở bảng xếp hạng Canadian Hot 100 ở vị trí 93 vào tuần lễ 3 tháng 12 năm 2011.
| Bảng xếp hạng (2011–12)   | Vị trí cao nhất |
| ------------------------- | --------------- |
| Bỉ (Ultratip Flanders)    | 11              |
| Canada (Canadian Hot 100) | 55              |
| Nga (EMI)                 | 63              |
| Slovakia (Rádio Top 100)  | 33              |
| Anh Quốc (OCC)            | 2               |

## Lịch sử phát hành
| Quốc gia   | Ngày                | Định dạng                        | Hãng đĩa                      |
| ---------- | ------------------- | -------------------------------- | ----------------------------- |
| Hà Lan     | 20 tháng 1 năm 2012 | EP Remix kĩ thuật số             | Hollywood                     |
| Thụy Sĩ    | 20 tháng 1 năm 2012 | EP Remix kĩ thuật số             | Hollywood                     |
| Pháp       | 23 tháng 1 năm 2012 | EP Remix kĩ thuật số             | Hollywood                     |
| Phần Lan   | 23 tháng 1 năm 2012 | EP Remix kĩ thuật số             | Hollywood                     |
| Luxembourg | 23 tháng 1 năm 2012 | EP Remix kĩ thuật số             | Hollywood                     |
| Bồ Đào Nha | 23 tháng 1 năm 2012 | EP Remix kĩ thuật số             | Hollywood                     |
| Singapore  | 23 tháng 1 năm 2012 | EP Remix kĩ thuật số             | Hollywood                     |
| Bỉ         | 23 tháng 1 năm 2012 | EP Remix kĩ thuật số             | Hollywood                     |
| Đức        | 27 tháng 1 năm 2012 | EP Remix kĩ thuật số             | Hollywood                     |
| Áo         | 27 tháng 1 năm 2012 | EP Remix kĩ thuật số             | Hollywood                     |
| Canada     | 31 tháng 1 năm 2012 | EP Remix kĩ thuật số             | Hollywood                     |
| Mỹ         | 10 tháng 4 năm 2012 | Đài phát thanh Top 40/Mainstream | Hollywood                     |
| Anh        | 27 tháng 8 năm 2012 | Tải kĩ thuật số                  | Polydor & Fascination Records |

## Liên kết khác
- Teaser 1 trên YouTube
- Teaser 2 trên YouTube
- Teaser 3 trên YouTube
- Teaser 4 trên YouTube
- Teaser 5 trên YouTube
- Hit the Lights: Video Lời bài hát trên YouTube
- Hậu trường: Hit the Lights trên YouTube
- Hit the Lights: Video âm nhạc trên YouTube
- Hit the Lights: Bản thứ Hai trên YouTube